# Енріке Араужо де Олівейра
Енріке Араужо де Олівейра або просто Араужо (порт.-браз. Enrique Araujo de Oliveira; нар. 7 серпня 1998) — бразильський футболіст, нападник.

## Життєпис
Вихованець клубу «Флуміненсе», за юнацьку та молодіжні команди якого виступав до 2017 року. 2 вересня 2018 року підписав контракт з новачком УПЛ, ФК «Львів». Проте одразу ж був переведений до молодіжного складу «левів», за який дебютував 15 вересня 2018 року в переможному (2:0) виїзному поєдинку 8-о туру молодіжного чемпіонату України проти одеського «Чорноморця». 30 вересня 2018 року вперше потрапив до заявки дорослої команди львів'ян на поєдинок 10-о туру УПЛ проти луганської «Зорі» (0:0), проте на поле так і не вийшов, просидівши увесь матч на лаві для запасних. Після цього в жовтні 2018 року потрапляв до заявки першої команди на матчі Прем'єр-ліги ще два рази, але на поле не виходив. Натомість отримував регулярну ігрову практику в молодіжній команді «городян». А 20 жовтня 2018 року в на 49-й хвилині переможного (2:0) домашнього поєдинку 12-о туру молодіжного чемпіонату України проти київського «Арсеналу» відзначився дебютним голом за львівську команду. Енріке вийшов на поле в стартовому складі та відіграв увесь матч.
21 жовтня 2018 року на 63-й хвилині матчу основний нападник «Львова» Бруно Дуарте отримав другу жовту картку в поєдинку 12-о туру УПЛ проти київського «Арсеналу». Таким чином, головний тренер львів'ян Юрія Бакалова вирішив дати моливість проявити себе Араужо, який дебютував за першу команду ФК «Львів» 28 жовтня 2018 року в переможному (1:0) виїзному поєдинку 13-о туру Прем'єр-ліги проти київського «Динамо». Енріке вийшов на поле на 55-й хвилині, замінивши Аугусто, а на 80-й хвилині вже Араужу замінив Вадим Янчак.
У березні 2019 року переїхав до Словаччини, де уклав договір з «Локомотивом». За кошицький клуб дебютував 26 березня 2019 року в програному (1:2) виїзному поєдинку 18-о туру Другої ліги проти «Дукли». Енріке вийшов на поле в стартовому складі та відіграв увесь матч. Дебютними голами за «Локомотив» відзначився 14 квітня 2019 року на 72-й та 79-й хвилинах переможного (3:1) виїзного поєдинку Другої ліги проти другої команди «Жиліни». Араужов вийшов на поле в стартовому складі та відіграв увесь матч, а на 73-й хвилині отримав жовту картку. У складі «Локомотива» зіграв 13 матчів (6 голів) у Другій лізі.
Наприкінці червня 2019 року повернувся до «Львова». Проте після повернення не зіграв жодного поєдинку за головну команду «городян». А вже на початку серпня 2019 року відправився в оренду до завершення сезону в «Минай». За нову команду дебютував 10 серпня 2019 року в переможному (1:0) домашньому поєдинку 3-о туру Першої ліги проти одеського «Чорноморця». Енріке вийшов на поле на 81-й хвилині, замінивши Василя Пиняшка. Дебюним голом у футболці закарпатського клубу відзначився 17 серпня 2019 року на 65-й хвилині програного (3:4) виїзного поєдинку 4-о туру Першої ліги проти столичного «Оболонь-Бровар». Араужо вийшов на поле в стартовому складі та відіграв увесь матч, а на 45-й хвилині отримав жовту картку. Загалом за період оренди зіграв за клуб 9 матчів у Першій лізі (2 голи) і одну гру національного кубку, після чого став вільним агентом.